# Dioscoreaceae
Las dioscoreáceas en sentido estricto (nombre científico Dioscoreaceae sensu stricto, es decir, circunscriptas excluyendo al género reubicado en su propia familia de las taccáceas), son una familia de plantas monocotiledóneas, como aquí circunscriptas son mayoritariamente tropicales, más o menos herbáceas con flores pequeñas y coloridas, el ovario es ínfero y muchas veces con crestas o alas en el fruto. Muchas son trepadoras reconocidas por sus hojas de disposición espiralada, con pecíolo y pulvino en los dos extremos del pecíolo, la base de la hoja sin rodear el tallo. La lámina tiene muchas venas fuertemente longitudinales y venas secundarias transversas, o venación finamente reticulada. La familia fue reconocida por sistemas de clasificación modernos como el sistema de clasificación APG III del 2009 y el APWeb (2001 en adelante), si bien su circunscripción varía entre los dos sistemas de clasificación, ya que según el APWeb que la circunscribe de forma estricta, los análisis moleculares de ADN definieron que la familia es monofilética si se excluye de ella a la familia Taccaceae (con su único género Tacca), que en el APWeb, a enero de 2011, constituye una familia junta.

## Descripción
Introducción teórica en Terminología descriptiva de las plantas
Los caracteres se corresponden con la circunscripción de Judd et al. 2007, y Simpson 2005, los dos incluyen a Tacca (en el APWeb en su propia familia Taccaceae).
Hierbas, muchas veces enredaderas trepadoras, perennes, con rizomas gruesos o muy hinchados como tubérculos, a veces con crecimiento secundario, tallo con haces vasculares que en el corte transversal se encuentran formando 1 o 2 anillos, sapogeninas esteroideas y alcaloideas comúnmente presentes. Pelos simples a estrellados, espinas ("prickles") a veces presentes.
Hojas usualmente alternas y espirales, opuestas o verticiladas, simples, pero a veces palmadamente lobadas o compuestas, enteras, diferenciadas en peciolo y lámina, con venación palmada, las venas mayores convergiendo y conectadas por una red de venas de mayor orden, el peciolo usualmente con un pulvino superior y uno inferior, a veces con pestañas como estípulas, no envainadoras. Bulbitos a veces presentes en la axila de las hojas.
Inflorescencias determinadas, pero a veces pareciendo indeterminadas, axilares, puede ser una panícula, o racimo, o umbela, o espiga de unidades monocásicas (reducidas a flores solitarias), en Tacca con brácteas involucrales prominentes.
Flores usualmente unisexuales (entonces plantas dioicas), o bisexuales, radiales, pediceladas, bracteadas o no, epíginas.
Tépalos 6, en dos verticilos de 3 piezas, todos iguales entre sí, separados a ligeramente conados, imbricados. Hipanto ausente o presente.
Estambres 6 en dos verticilos de 3 piezas, a veces 3 (solo los del verticilo externo), diplostémonos (el verticilo externo del androceo opuesto al verticilo externo de los tépalos, y el interno opuesto al verticilo interno de los tépalos) o antisépalos (el verticilo del androceo opuesto al verticilo externo de los tépalos) filamentos separados a ligeramente conados (entonces "monadelfos"), libres o adnatos a la base de los tépalos. Las anteras son de dehiscencia longitudinal e introrsa o extrorsa, tetrasporangiadas, ditecas.
Polen monosulcado a variadamente porado.
Carpelos 3, conados, 3 lóculos, ovario ínfero, con placentación axilar o parietal, 1 o 3 estilos terminales, 3 estigmas, diminutos a ligeramente bilobados. Óvulos 1-2 a numerosos en cada lóculo.
Nectarios en los septos de los ovarios o en la base de los tépalos.
El fruto es usualmente una cápsula loculicida triangular y 3-alada y 1-3 locular a la madurez, pero a veces una baya o sámara.
Las semillas usualmente aplanadas o aladas, el tegumento con pigmentos amarillo-marrones a rojos y cristales, sin albúmina. Embrión con 1 u ocasionalmente 2 cotiledones.
Ver Huber (1998a, b) para un tratamiento de la familia.

## Ecología
Como circunscripto por Judd et al. 2007 (con Taccaceae), ampliamente distribuidas en los trópicos y subtrópicos, con unas pocas en regiones templadas.
Las inconspicuas flores son polinizadas por insectos, principalmente moscas.
La dispersión es usualmente por viento, como indicado por los frutos especializados: cápsulas trialadas con semillas aplanadas o aladas o sámaras (como en las especies a veces segregadas como el género Rajania).

## Filogenia
Introducción teórica en Filogenia
Dioscoreaceae se ubica en Dioscoreales, un orden con muchas enredaderas de hojas reticuladas.
Pueden ser distinguidas del fenéticamente similar Stemonaceae por sus flores trímeras (vs. dímeras) y el ovario consistentemente ínfero. También son fácilmente diferenciadas de Burmanniaceae, una familia con hierbas micoparasíticas con hojas como escamas. Las smilacacáceas también son enredaderas con hojas reticuladas, pero pueden ser fácilmente distinguidas por su ovario súpero, sus bayas de pocas semillas, y hojas con zarcillos pares estipulares.
Muchos autores dividen a Dioscoreaceae sensu lato en varias familias (por ejemplo en Dioscoreaceae sensu stricto y Taccaceae), según otros unas circunscripciones tan ajustadas ignoran sus caracteres compartidos (Caddick et al. 2002a, 2002b). Sin embargo Stevens en el Angiosperm Phylogeny Website mantiene separados a Dioscoreaceae y Taccaceae, porque no aparecen como familias hermanas en el árbol filogenético a la fecha de edición de este artículo (enero de 2011).
El pequeño género Stenomeris puede ser hermano del resto, que forman un clado sostenido por sinapomorfías putativas de raíces-tubérculo subterráneas, frutos alados o con crestas, y tegumento de la semilla con muchas capas con una capa interna cristalina.
Tacca y Trichopus pueden haber divergido después, y los dos tienen flores perfectas.
Tacca es morfológicamente distintiva y muchas veces ha sido tratada en su propia familia Taccaceae, es fácilmente distinguida del resto de los miembros de la familia por su hábito acaulescente, su placentación parietal, y sus inflorescencias inusuales escaposas y umbeladas con brácteas filamentosas.
El resto de las especies de Dioscoreaceae son dioicas y pertenecen al género grande Dioscorea. Las relaciones filogenéticas dentro de este clado dioico han sido investigadas en la base de secuencias de ADN y morfología (Caddick et al. 2000, 20002a, Wilkin et al. 2005). Es evidente que el reconocimiento de géneros como Tamus y Rajania hacen a Dioscorea parafilético.

## Taxonomía
Introducción teórica en Taxonomía
La familia fue reconocida por el APG III (2009), el Linear APG III (2009) le asignó el número de familia 46. La familia ya había sido reconocida por el APG II (2003).
Los géneros más representados quizás sean Dioscorea (400 especies) y Stenomeris (200 especies) (Judd et al. 2002).
Los géneros (excluido Taccaceae), conjuntamente con su publicación válida y distribución se listan a continuación (según Royal Botanic Gardens, Kew):
- DioscoreaUBE en Filipinas Plum. ex L., Sp. Pl.: 1032 (1753). Cosmopolita. (Hoy en día incluye a Tamus y Rajania)
  - Rajania L., Sp. Pl.: 1032 (1753). Caribe. (Hoy incluida en Dioscorea para que esta última no sea parafilética).
- Stenomeris Planch., Ann. Sci. Nat., Bot., III, 18: 319 (1852). Oeste y Centro de Malasia.
- Trichopus Gaertn., Fruct. Sem. Pl. 1: 44 (1788). Madagascar, SO de India a Pen. Malasia.

Judd et al. 2007, Simpson 2005, incluyen a Tacca, en su propia familia Taccaceae en el APWeb.
Los géneros, según Watson y Dallwitz 2007:
- Dioscorea
- Rajania (Hoy incluida en Dioscorea para que esta última no sea parafilética).
- Tamus (Hoy incluida en Dioscorea para que esta última no sea parafilética).
- Stenomeris
- Borderea
- Epipetrum

Watson y Dallwitz 2007 ubican a Trichopus en su propia familia Trichopodaceae.

## Importancia económica
Los "tubérculos" con mucho almidón de muchas especies de Dioscorea son comestibles, estos "tubérculos" no deben ser confundidos con las raíces de Ipomoea batatas, que también es conocido con el mismo nombre vulgar en inglés, "yam".
Otras especies de Dioscorea son valiosas medicinalmente debido a la presencia de alcaloides o sapogeninas esteroideas, estas últimas son utilizadas en medicamentos antiinflamatorios y en anticonceptivos orales. También son utilizadas por pueblos indígenas como venenos o jabón.